# 欧洲E20公路
欧洲E20公路（E20）是联合国的欧洲高速公路之一，从西向东穿过爱尔兰、英国、丹麦、瑞典、爱沙尼亚，到达俄罗斯，全长1880公里。其中部分路段是不连续的，某些路段需要摆渡。

## 路线
- 在爱尔兰境内，欧洲E20公路穿过以下主要城市：

香农机场-（N18）-利默里克-（M7）-奥索里伯里斯-莱伊什港-内斯-（N7）-都柏林

注：都柏林市区利用M50连接E1，有渡船从都柏林跨越爱尔兰海到利物浦。
- 在英国境内，欧洲E20公路穿过以下主要城市：

布特爾（A5036）-利物浦（M57外环路）-海顿-（M62）-曼彻斯特（M60外环路）-（M62）-利兹-（A63-M62）-赫尔（A1033）

注：从赫尔到埃斯比约没有渡船跨越北海，最近的渡口是哈威奇到埃斯比约，一周三次。哈威奇在赫尔南面距离300公里之处。也可以乘坐每日都有航班的从赫尔到荷兰阿姆斯特丹的渡船，阿姆斯特丹距离埃斯比约为700公里。
- 在丹麦境内（荷兰语：Europese weg 20 in Denemarken），欧洲E20公路穿过以下主要城市和桥梁：

埃斯比约 — 欧登塞 — 大贝尔特桥 — 哥本哈根 — 厄勒海峡大桥
- 在瑞典境内（瑞典语：E20 (Sverige)），欧洲E20公路穿过以下主要城市：

厄勒海峡大桥 — 马尔默 — 哈尔姆斯塔德 — 哥德堡 — 斯卡拉 — 厄勒布鲁 — 埃斯基尔斯蒂纳 — 斯德哥尔摩
注：有渡船从斯德哥尔摩跨越波罗的海到塔林。
- 在爱沙尼亚和俄罗斯境内，欧洲E20公路穿过以下主要城市：

塔林（约街-纳瓦路-塔尔图路）-（1）-約赫維-纳尔瓦-伊万哥罗德-（A180）-圣彼得堡

## 相关公路
欧洲E20公路和以下公路有部分路段重合：
- 欧洲E22公路 — 沃灵顿和古爾之间
- 欧洲E47公路 — 克厄和哥本哈根之间
- 欧洲E55公路 — 同上
- 欧洲E6公路  — 马尔默和哥德堡之间
- 欧洲E18公路  — 厄勒布鲁和阿尔博加之间
- 欧洲E4公路  — 南泰利耶和斯德哥尔摩之间

欧洲E20公路和以下公路交叉：
- 欧洲E201公路（法语：Route européenne 201） — 在奥索里伯里斯（英语：Borris-in-Ossory）交叉
- 欧洲E1公路 — 在都柏林交叉
- 欧洲E5公路 — 在沃灵顿交叉
- 欧洲E15公路 — 在龐特佛雷特交叉
- 欧洲E45公路 — 在丹麦科靈、瑞典哥德堡交叉
- 欧洲E22公路 — 在马尔默交叉
- 欧洲E65公路 — 同上
- 欧洲E4公路 — 在赫尔辛堡交叉
- 欧洲E18公路 — 在斯德哥尔摩交叉
- 欧洲E67公路 — 在塔林交叉
- 欧洲E263公路（英语：European route E263） — 同上
- 欧洲E265公路（英语：European route E265） — 同上
- 欧洲E264公路（英语：European route E264） — 在約赫維交叉
- 欧洲E18公路 — 在圣彼得堡交叉
- 欧洲E95公路（英语：European route E95） — 同上
- 欧洲E105公路（英语：European route E105） — 同上

## 沿途风景

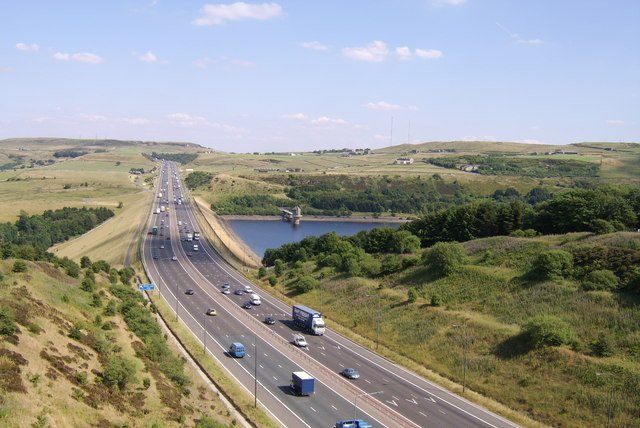
欧洲E20公路英国曼彻斯特路段
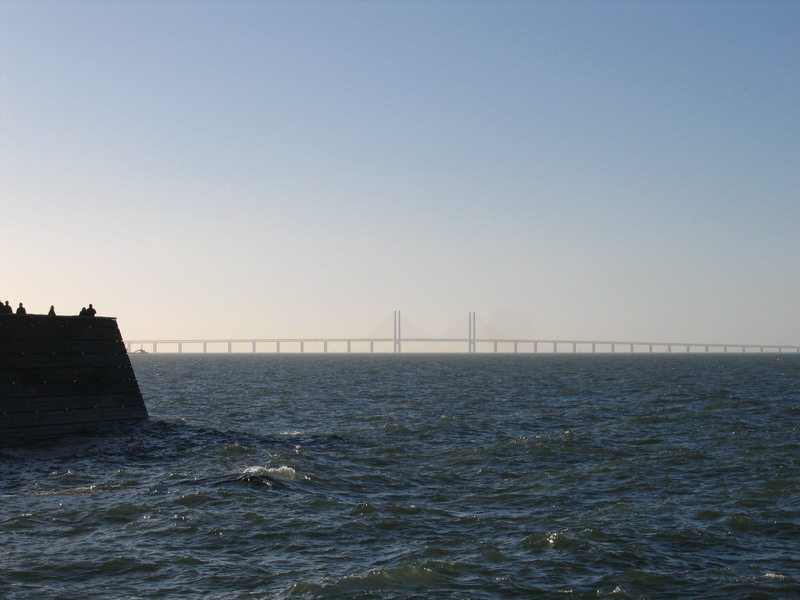
欧洲E20公路厄勒海峡大桥
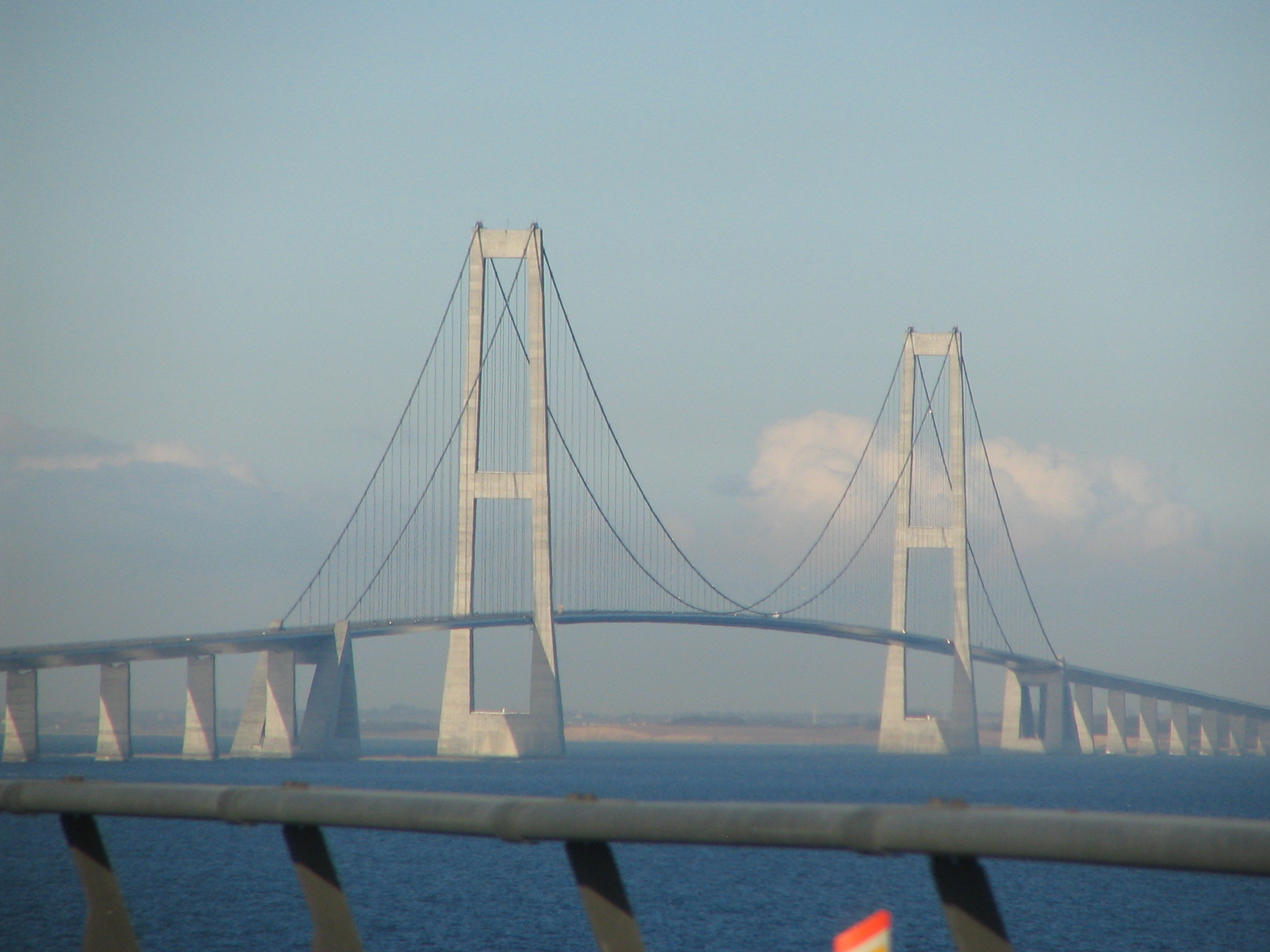
欧洲E20公路大贝尔特桥